# コッハー川
コッハー川（コッハーがわ、Kocher）は、ドイツを流れる川で、ネッカー川の右岸、つまり東側から合流する全長182kmの支流である。名前は、ケルト語起源で「ほとばしる（水）」を意味している。

## 地理
この川は、バーデン＝ヴュルテンベルク州のシュヴェービッシェ・アルプにある二つの水源から湧出する。ブンデスシュトラーセ19沿いのオーバーコッヘンの南に位置する黒コッハー（標高510m）と、ウンターコッヘンに位置する白コッハー（標高520m）である。実際には水源は三つあるのだが、もう一つの水源である赤コッハーは、水量も少なく、あまり取り上げられることはない。最も水量が多く、定量に水を供給しているのは、黒コッハーである。
黒コッハーは、そのほとんどをアルブーフ地方の森の中を流れる。水量は、毎秒50から400リットルの間である。白コッハーはヘルツフェルト地方を流れる。ウンターコッハー付近で両者は合流する。
合流後、コッハー川は北に向かって、アーレン、シュヴェービッシュ・ハル、キュンツェルスアウと流れる。次いで西に方向を変えてバート・フリードリッヒスハルまで流れ、標高143mの地点でネッカー川に合流する。

## 地質学
水源はジュラ紀後期の地層に位置する。ヒュットリンゲンとアプツミュントの間はコイパー(en:Keuper)である。ガイルドルフで、コッハー川はムシェルカルク(en:Muschelkalk)の地層に達し、河口までこの地層を進む。インゲルフィンゲンとニーデルンハルの間だけは三畳紀前期の地層がわずかにのぞく。

## 植生

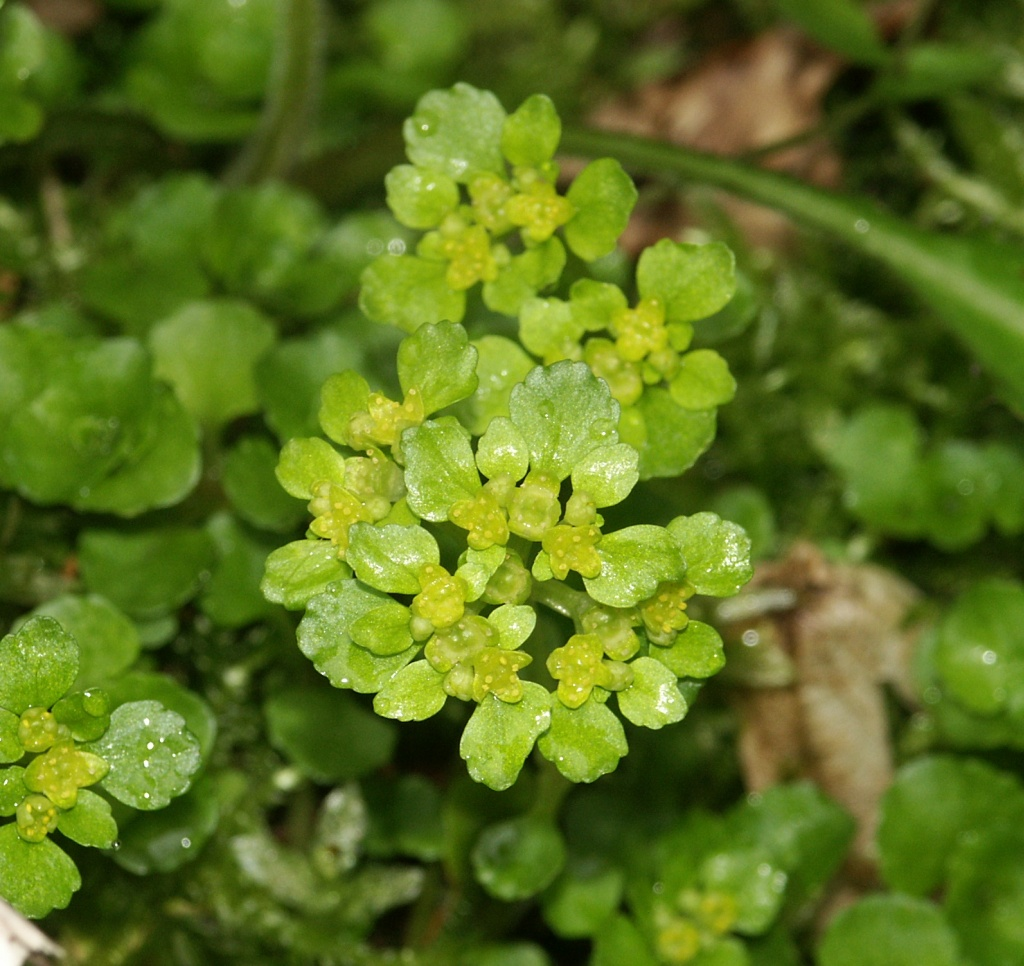
Chrysosplenium oppositifolium

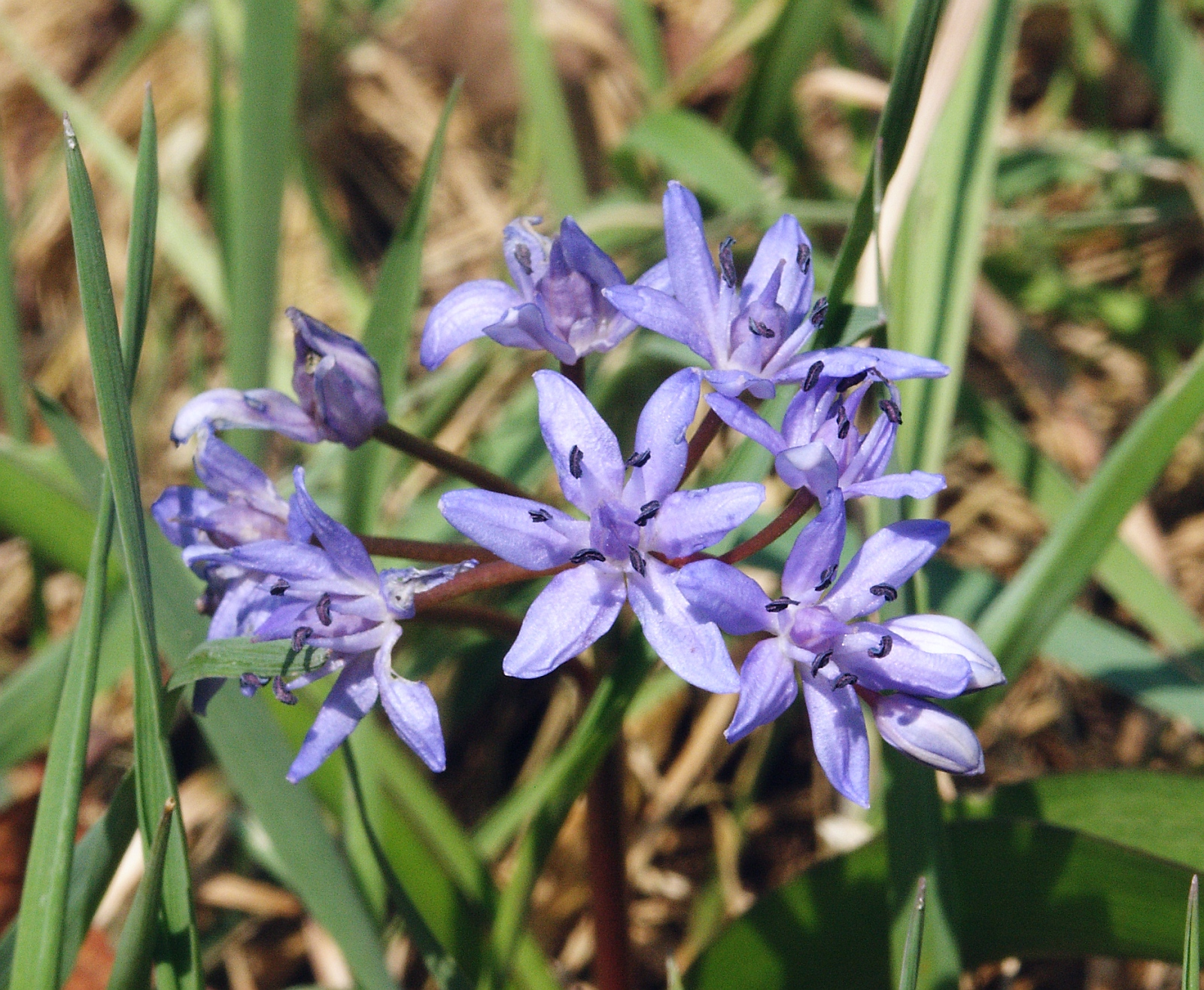
シラー・ビフォリア (Scilla bifolia)

コッハー川上流の谷間の大部分は森の中にある。最も多いのはヨーロッパブナ（Fagus sylvatica）の木である。また森の中にはキンラン属の赤いラン（Cephalanthera rubra）が生育する。盛りに達していない若い木も見られる。森でないところは、耕作地でなければ、ハイデと呼ばれる荒地である。こうした場所ではチャボアザミ（Carlina acaulis）やセイヨウオキナグサ（Pulsatilla vulgaris）などの植物が見られる。コッハー川渓谷の中ではアブラナ科のCardamine enneaphyllosが見られる。こうした人里から離れた決して広くない峡谷に生育しているこれらの植物は、バーデン＝ヴュテンベルク州ではここでだけ見られるものである。どちらの区域も保護区となっている。この他に珍しい植物では、バイモユリ（Fritillaria meleagris）が見られる。なお、この植物の生息域は徐々に狭まってしまっている。コッハー川の流れに沿って、通常2種類のネコノメソウの仲間が生育している。Chrysosplenium alternifoliumとCh. oppositifoliumだが、後者は、ここからバーデン＝ヴュテンベルク州に広まった。シラー・ビフォリア（Scilla bifolia）は広い範囲に適応して存在する。コッハー渓谷は、シラー・ビフォリアとミスミソウ（Hepatica nobilis）が同時に生育する場所としてはバーデン＝ヴュテンベルク州最大の場所である。コッハー渓谷の中流域で特別に貴重な植物は、Orchis ustulataである。多くの部分が失われつつある。
隣接するヤクスト渓谷に比べ、コッハー渓谷の中下流域は、植物学上の個性に乏しい。これは一つには、キュンツェルスアウ以降は大規模なブドウ畑になっていること、さらにはヤクスト渓谷に比べコッハー渓谷は曲がりくねっていないこと、に原因があると考えられる。とはいえ、Gentiana cruciataやOphrys apiferaの小規模な育成地を見ることができる。

## 水質
水源近くの水質検査では、クラスIからVまであるうちのクラスIIの評価を受けている。上流部では水質が保たれているのだが、工業地帯を流れ下るため、所々で水質は悪化する。ただし茶色く着色した水は必ずしも水質が悪いことを意味するものではなく、泥土を流しているために生じたものである。

## 流域の観光地

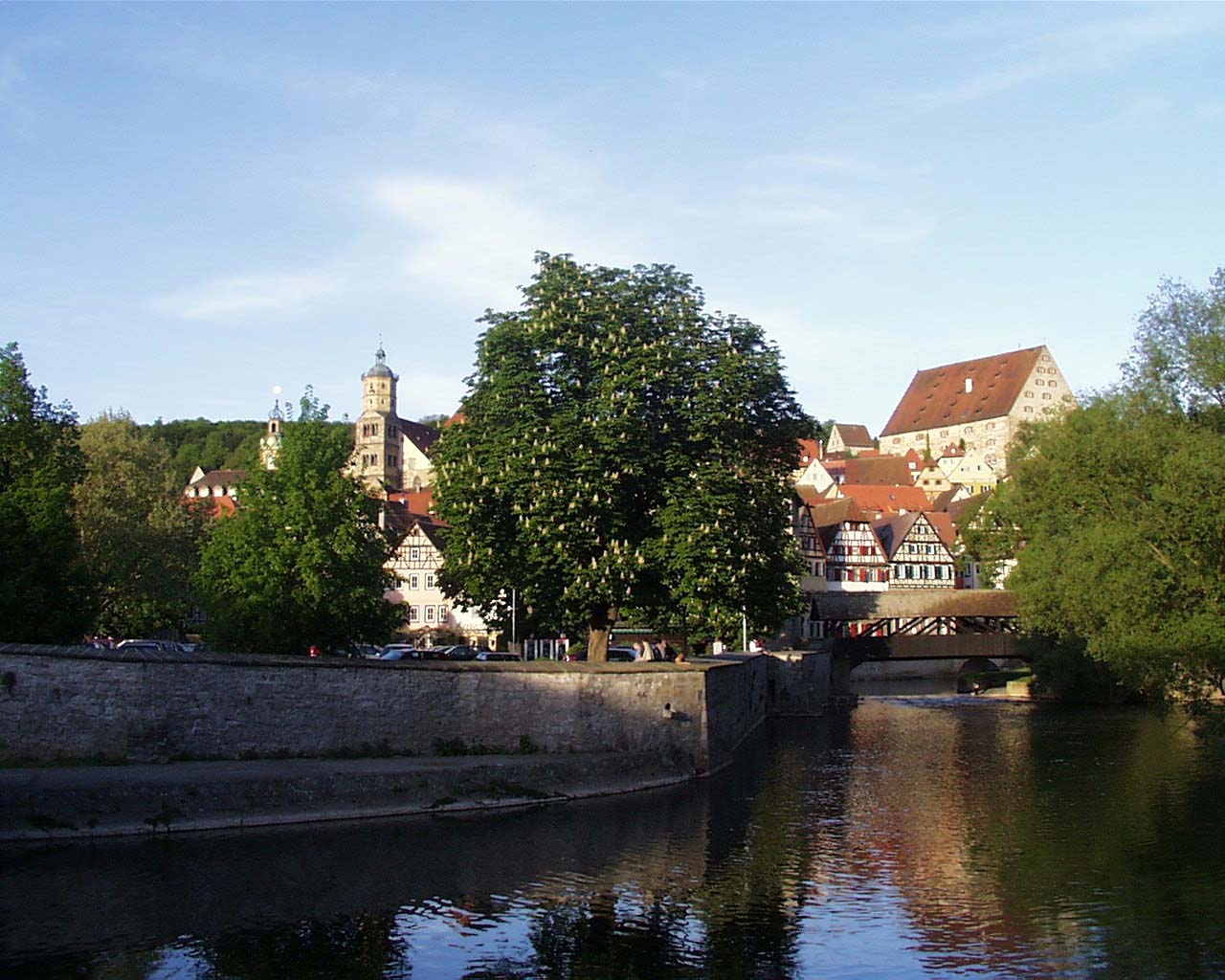
シュヴェービッシュ・ハルを流れるコッハー川

- ウンターコッヘンのケルト時代の城壁跡コッハーブルク
- シュヴェービッシュ・ハル：歴史的な旧市街
- シュヴェービッシュ・ハルのコムブルク修道院
- オーバーグレニンゲン＝ファッハ地区のアーク橋、1886年に建造され、1988年から89年にかけてゲルビンゲンとウンターミュンクハイムの間に移築された。
- ガイスリンゲン・アム・コッハー近くの谷をまたぐ185mの高さのコッハータール橋（これはドイツで最も高い橋である）。
- コッハーシュテッテンのシュテッテン城
- ティーエルベルク城
- デッティンゲン城

## 経済
この川沿岸の産業はいずれも小規模なものである。川幅が狭く水深も浅いため、カヌーでのレジャーを除き、船舶での航行はできない。